# 1109-es mellékút (Magyarország)
Az 1109-es számú  mellékút egy négy számjegyű mellékút Pest vármegyében, a Pilis hegységben, egyike annak a két alsórendű közútnak, amelyek a középső szakaszán szelik át a nagyjából kelet-nyugati irányban húzódó hegységet, észak-déli irányban. (A másik ilyen út a szintén Pilisvörösvárról kiinduló, és végpontjában szintén az 1111-es mellékúthoz csatlakozó, de Pilisszentkeresztre beérkező, Pilisszántón keresztülhaladó 11 108-as út, amely öt számjegyű mellékút.) Jelentősége az előbbiek mellett abban áll, hogy a Pilis mélyén megbújó Csobánka község számára egyedül ez az út biztosít távolabbra nyúló közúti kapcsolatokat, ugyanis a község egyetlen megközelítési útvonala közúton.

## Nyomvonala
Pilisvörösvár központjában ágazik ki északkelet felé a 10-es főútból, néhány méteren közvetlenül a városháza nyugati fala mellett halad. Elhalad a kisváros köztemetője mellett, majd az addigi északkeleti irányától keletre fordul, és lezökken a Házi-réti-patak völgyébe. Innen rövid emelkedője következik, majd egy újabb patakvölgybe, a Határ-réti-árok völgyébe ereszkedik alá. Utóbbi keresztezésénél, és annak közelében az útnak többszörös iránytörése van, az éles kanyarok jól ki vannak táblázva, de ez a szakasz ennek ellenére is eléggé balesetveszélyes.
Itt az út elhalad a Garancs hegy 289 méteres magaslata alatt, majd emelkedni kezd, mígnem több iránytörés után eléri a Csobánkai-nyerget, ahol az Országos Kéktúra nyomvonala is keresztezi. A folytatásban elhalad Csobánka temetője mellett, végighalad a település központján, keresztezi a Dera-patakot, végül, az utolsó méterein már pomázi területen haladva, az 1111-es mellékútba csatlakozva ér véget, annak 9. kilométerénél.

## Települései
- Pilisvörösvár
- Csobánka
- Pomáz

## Érdekességek
- Az út megjelenik Sas Tamás Rosszfiúk című filmjében, egyértelműen azonosítható módon 5 perc 20 másodperc környékén, de később is többször; például a margitligeti szakasza 59 perc 10 másodperc környékén.[1]

## Képgaléria

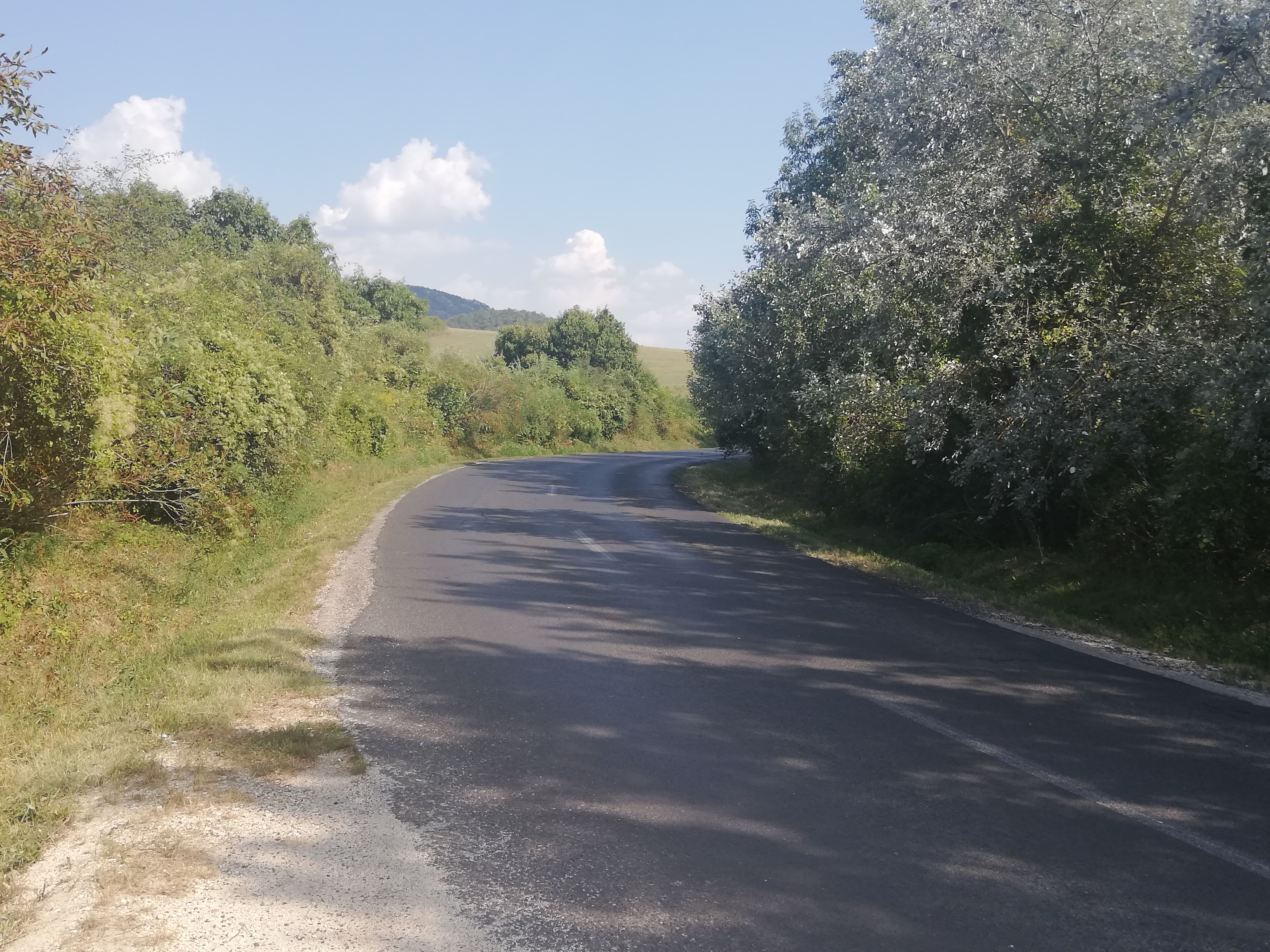
Az 1109-es út egy szakasza Csobánka felé nézve
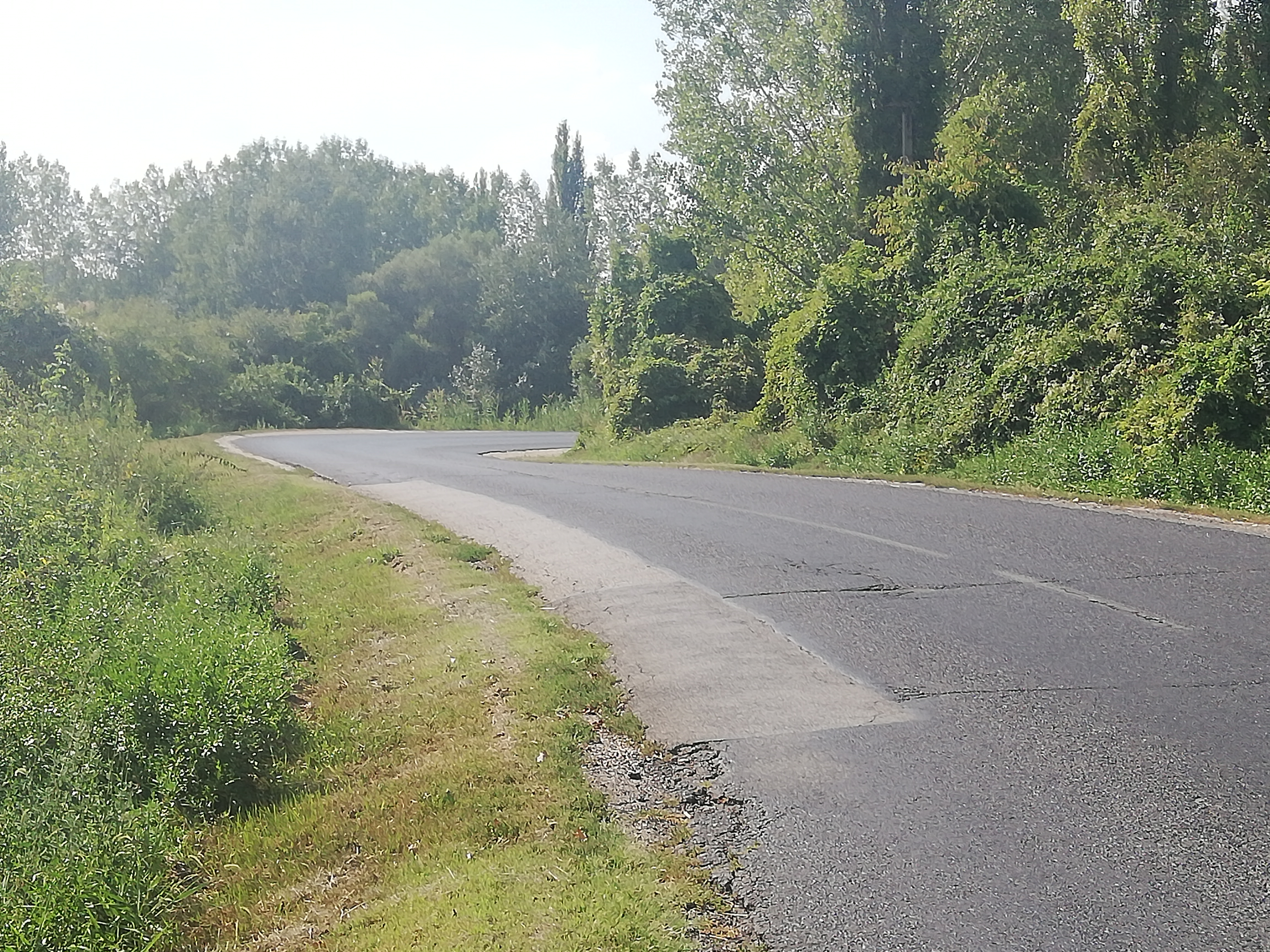
Az út egyik kanyarja Pilisvörösvár felé nézve
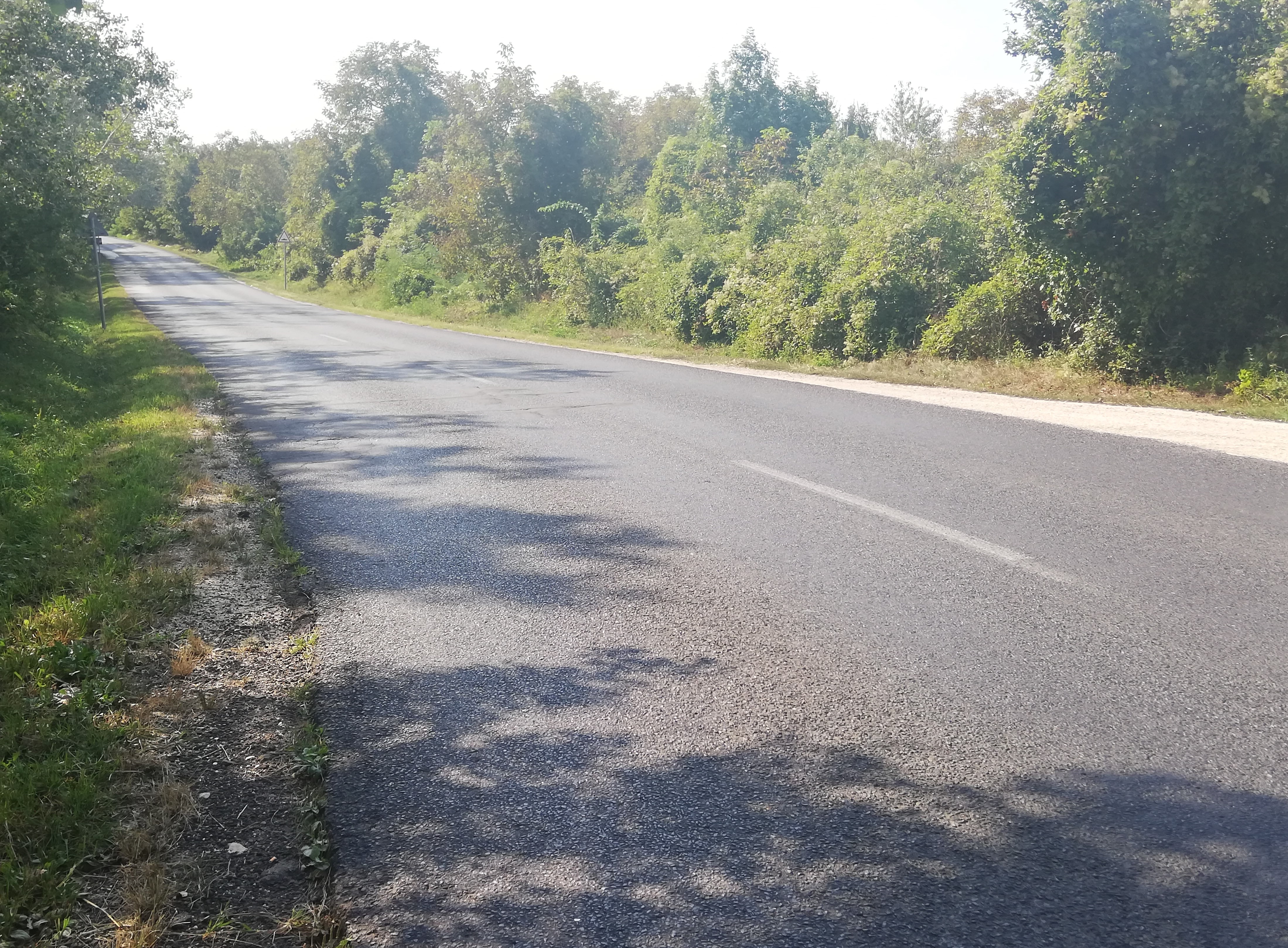
Az út egy szakasza Pilisvörösvár felé nézve
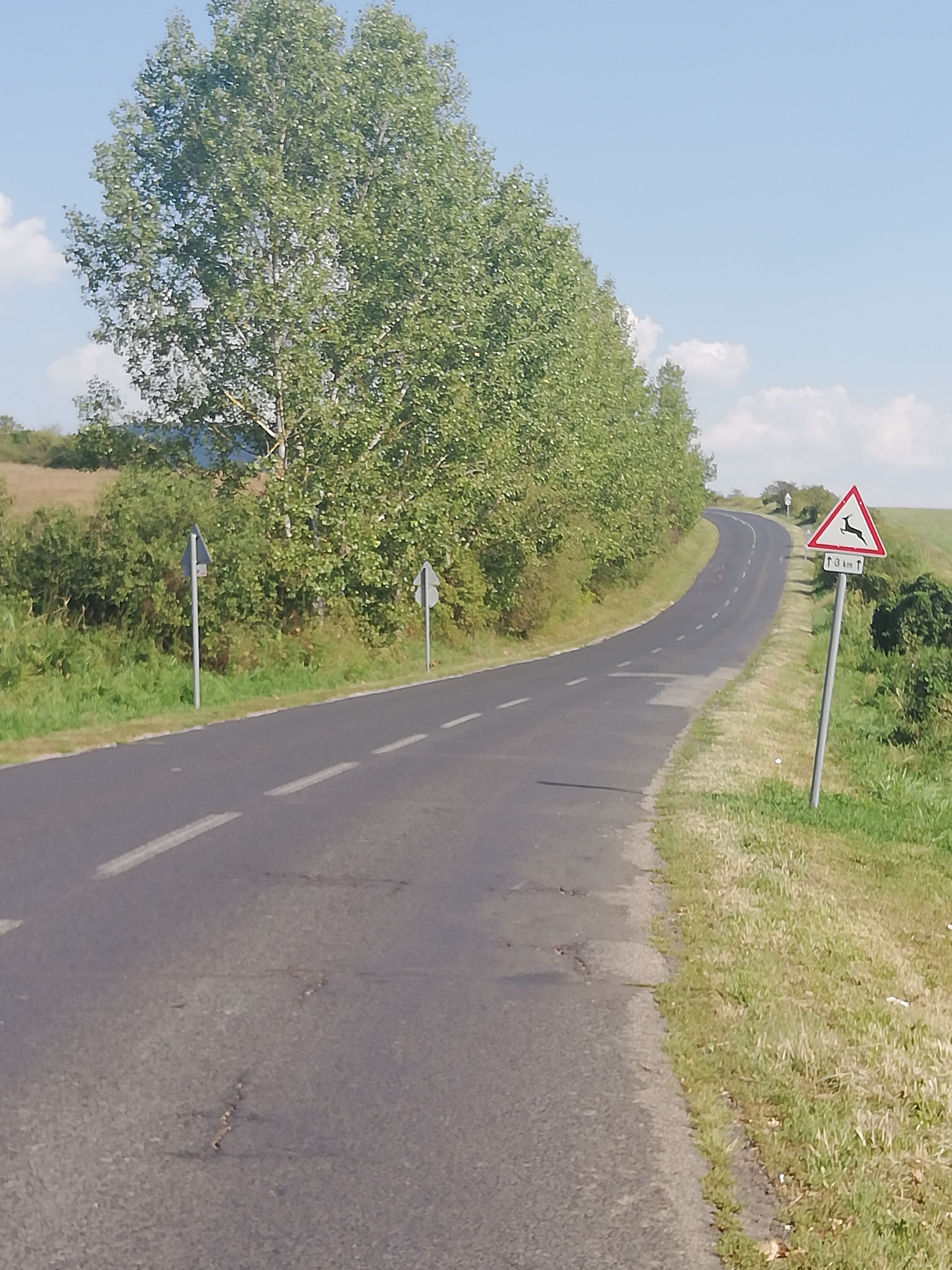
Az út egy szakasza Csobánka felé nézve